# Покровка (Верхнеуслонский район)
Покровка — деревня в Верхнеуслонском районе Татарстана. Входит в состав Набережно-Морквашского сельского поселения.

## География
Находится в западной части Татарстана на расстоянии приблизительно 8 км на запад по прямой от районного центра села Верхний Услон.

## История
Основана в 1910-х годах.

## Население
Постоянных жителей было в 1920 — 268, в 1926 — 260, в 1938 — 156, в 1949 — 119, в 1958 — 120, в 1970 — 86, в 1979 — 43, в 1989 — 79. Постоянное население составляло 54 человека (русские 65 %) в 2002 году, 69 в 2010.